# Repa
Repa (lat. Brassica rapa var. rapa) je biljka iz roda krstašica (Brassicaceae) koja svoje podrijetlo pronalazi na Mediteranskom području Europe ali kao i sve biljke veliki broj podvrsta je moguće naći na cijeloj Sjevernoj Zemljinoj polutci počevši od Sjeverne Amerike,  Južne Amerike, Azije i dijela sjeverne Afrike. 

## Opis biljke
Premda većinom divlje vrste tijekom povijesti, a zbog svoje hranidbene iskoristivosti mnoge je za uzgoj kultivirao čovjek. Repa kao biljka i njezine podvrste poznate su i po ljekovitim svojstvima, veliki udio Vitamina C, antikancerogeno, antiviralno i protubakterijalno djelovanje uvrstilo je repu u namirnice biljnog porijekla koje su čovjeku u prehrani gotovo neophodne.

## Vanjske poveznice
|  | Zajednički poslužitelj ima stranicu o temi Repa; cvijet, plod |
|  | Zajednički poslužitelj ima još gradiva o temi Repa            |